# Germán Cano
Germán Cano est un joueur de football argentin né le 2 janvier 1988 à Buenos Aires. Il évolue au poste d'attaquant avec le Fluminense dans le championnat brésilien.

## Biographie

### Independiente Medellín
Le 9 février 2019, il devient le meilleur buteur de l'histoire de l'Independiente Medellín lors du match nul (1-1) face à l'Union Magdalena. Avec l'équipe de Medellín, il remporte également la Coupe de Colombie en 2019.

### Vasco de Gama
Le 27 décembre 2019, le club de Rio de Janeiro annonce l'arrivée de Cano pour la saison 2020.  Il inscrit son premier but pour Vasco de Gama lors de son deuxième match avec sa nouvelle équipe face à Boavista (1-0).
En raison des difficultés financières du club, son contrat n'est pas renouvelé après deux saisons. Il quitte donc le club à la fin de la saison 2021.
Au total, Cano dispute 101 matchs pour 43 buts et 4 passes décisives. Il est le 2e meilleur buteur étranger du club, et le 1er au 21e siècle devant Dejan Petkovic.

### Fluminense
Le 27 décembre 2021, il rejoint le club de Fluminense. 
Avec Fluminense, il remporte le championnat Carioca en 2022 et 2023. Il est le meilleur buteur du championnat brésilien en 2022 (26 buts). 
En 2023, il remporte la Copa Libertadores face à Boca Juniors au stade Maracanã (2-1 après prolongation). Il inscrit le premier but du match à la 36e minute. Il termine meilleur buteur de la compétition avec 13 buts inscrits.
En 2024 il remporte la recopa sudamericana contre la LDU quito.
Avec ce but, il n'est plus qu'à 4 buts du record Paolo Guerrero, meilleur buteur étranger avec des clubs brésiliens au 21e siècle (128 contre 124).